# 長奥麻呂
長 奥麻呂（なが の おきまろ、生没年不詳）は、飛鳥時代の官人、歌人である。名は意吉麻呂、興麻呂とも表記される。

## 経歴・人物
経歴については不明な部分が多いが渡来系として生まれ、初めは官人として活躍したといわれている。『万葉集』によれば、699年の文武天皇の難波行幸や701年（大宝元年）の文武および持統上皇の紀伊行幸に携わったとされている。
702年（大宝2年）頃には文武、持統の三河行幸にも携わったとされている。この時に詠んだ和歌や宴席にて題として与えられた即興の狂歌等14首からなる短歌が、『万葉集』に収録されている。なお、行幸の際に詠んだ和歌は6首残されている。

## 歌
- 一二の目 のみにはあらず 五六三四 さへありけり 双六の頭 - 奥麻呂が得意とする種類の和歌が強調されている[1]。第八首、『万葉集』16巻に収録[1]。